# Valluércanes
Valluércanes es una localidad y un municipio situados en la provincia de Burgos, comunidad autónoma de Castilla y León (España), comarca de Valle del Ebro, partido judicial de Miranda de Ebro, ayuntamiento del mismo nombre.

## Geografía
Situada al este de la Bureba en la carretera local BU-V-7207, que enlaza con la nacional N-232. Tiene un área de 27,20 km² con una población de 96 habitantes (INE 2007), y una densidad de 3,53 hab/km².

## Historia
Villa, en la Cuadrilla de Quintanilla de San García, una de las siete en que se dividía la Merindad de Bureba perteneciente al partido de Bureba, jurisdicción de realengo con regidor pedáneo.
A la caída del Antiguo Régimen queda constituida en ayuntamiento constitucional del mismo nombre, en el partido de Miranda de Ebro en la región de Castilla la Vieja.
Así se describe a Valluércanes en el tomo XV del Diccionario geográfico-estadístico-histórico de España y sus posesiones de Ultramar, obra impulsada por Pascual Madoz a mediados del siglo XIX:

Villa con ayuntamiento en la provincia, audiencia territorial, capitanía general de Burgos (10 leguas), partido judicial de Miranda de Ebro (5), arcedianato de Briviesca. Situada a las márgenes del río Arto, que la divide en dos barrios; goza de buena ventilación y clima frío, pero sano; las enfermedades comunes, son pulmonías y fiebres gástricas e inflamatorias. Tiene 94 casas, la consistorial, construida en el año de 1840, escuela de instrucción primaria, dotada con 43 fanegas de trigo; una iglesia parroquial (San Pedro) servida por un cura párroco, y 5 beneficiados. El término confina N Vallarta, Santa María y Pancorvo; E Treviana y San Millán; S Cerezo, y O Quintanilla San García; en él se encuentran vestigios de varias ermitas, y del barrio nombrado Quintanilla, del cual se conserva su parroquia de San Martín. El terreno es escabroso, le baña el mencionado río al cual le cruzan 6 pontones de madera. Los caminos son locales. El correo se recibe de Pancorvo. Producciones: cereales, legumbres y frutas; cría ganado lanar. Población: 98 vecinos, 377 almas. Capital productivo: 2.531.000 reales. Imponible: 255.521. Contribución: 14.348 reales 5 maravedíes.
Diccionario geográfico-estadístico-histórico de España y sus posesiones de Ultramar

## Demografía
Valluércanes cuenta con una población de 62 habitantes (INE 2024).
| Gráfica de evolución demográfica de Valluércanes entre 1842 y 2021                                                  |
| |
| Población de derecho según los censos de población del INE Población de hecho según los censos de población del INE |